# شهرداری مرکزی (اسکوپیه)
شهرداری مرکزی (به لاتین: Centar Municipality) یک منطقهٔ مسکونی در مقدونیه شمالی است که در Skopje Statistical Region واقع شده‌است. شهرداری مرکزی ۷٫۵۲ کیلومتر مربع مساحت و ۸۲٬۶۰۴ نفر جمعیت دارد.